# Cruz griega

Cruz griega.

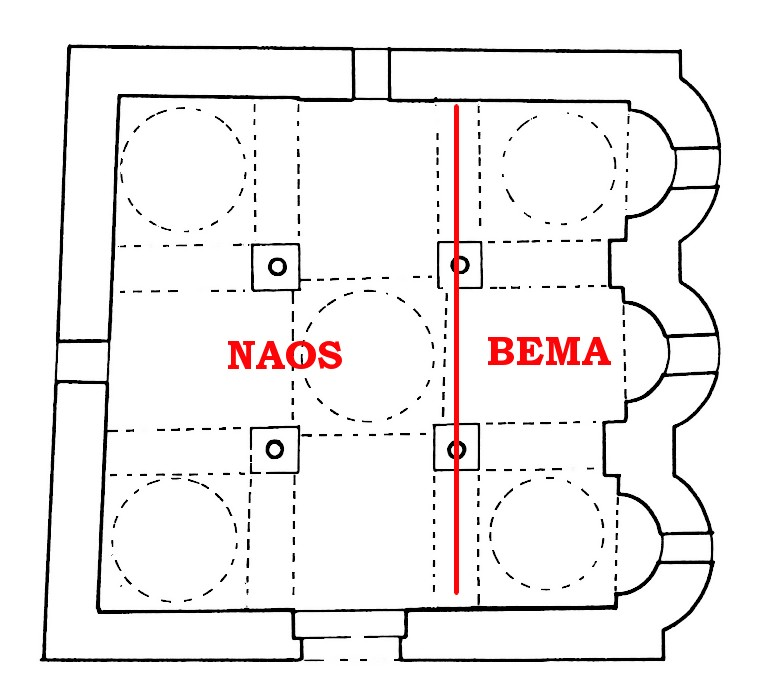
Planta de iglesia en cruz inscrita de la pequeña iglesia bizantina Cattolica de Stilo (Calabria, sur de Italia)..

La cruz griega o crux immissa quadrata es una cruz formada por cuatro brazos de igual medida que intersecan en ángulo recto.
En arquitectura la intersección de nave y transepto confiere a las iglesias una planta de cruz. Se habla de planta de cruz griega para las iglesias en las que nave y transepto tienen el mismo largo y se intersecan a la mitad de su longitud. Cuando la nave y el transepto son de diversa longitud, se habla de planta de cruz latina.
Es típica de la arquitectura bizantina: el prototipo es la ya destruida Iglesia de los Santos Apóstoles en Constantinopla, recreada después en Italia durante el alto medievo, pero casi completamente sustituida por la cruz latina con la llegada del románico. Un famoso ejemplo de iglesia con cruz griega de inspiración bizantina es la basílica de San Marcos de Venecia. En las iglesias ortodoxas de Europa oriental la cruz griega ha sido usada desde la Edad Media hasta la actualidad, utilizándose para describir su planta el término cruz en cuadrado, cúpula en cruz o iglesia en cruz inscrita (cross-in-square y crossed-dome en inglés, église à croix inscrite en francés, Kreuzkuppelkirche en alemán, Βυζαντινός ρυθμός en griego y Крестово-купольный храм en ruso). Una forma particular es la tetraconcha (cuatro conchas).
La planta de cruz griega fue retomada en Italia central durante el Renacimiento, cuando se construyeron varios edificios de planta central: Filippo Brunelleschi la experimentó en la Sacristía Vieja de San Lorenzo y la usó en la Capilla Pazzi. Sugestionados por el resultado quedaron los hermanos da Sangallo: primero Giuliano realizó la Basílica de Santa Maria delle Carceri en Prato, luego Antonio proyectó la iglesia de San Biagio en Montepulciano; del mismo período son también el Templo de Santa María de la Consolación de Todi (aunque la atribución es incierta) y el proyecto originario de Donato Bramante y de Miguel Ángel para la Basílica de San Pedro en la Ciudad del Vaticano. Bramante reintrodujo esta tipología también en el norte de Italia. Otro ejemplo de iglesia con cruz griega es la iglesia de Sant'Egidio, más conocida como iglesia de Sangallo, en Cellere (provincia de Viterbo).

Iglesias centrales renacentistas
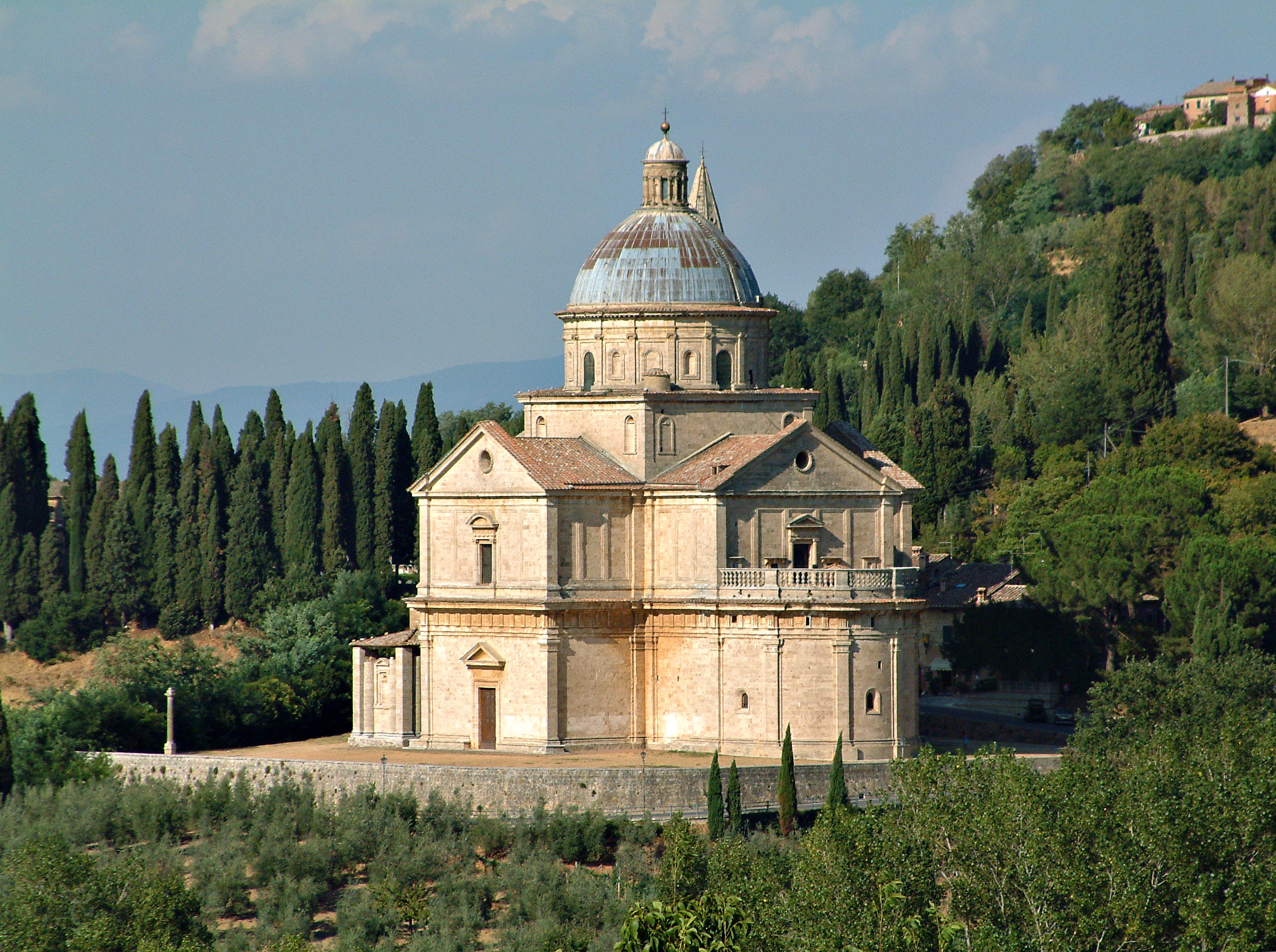
Iglesia de San Biagio en Montepulciano
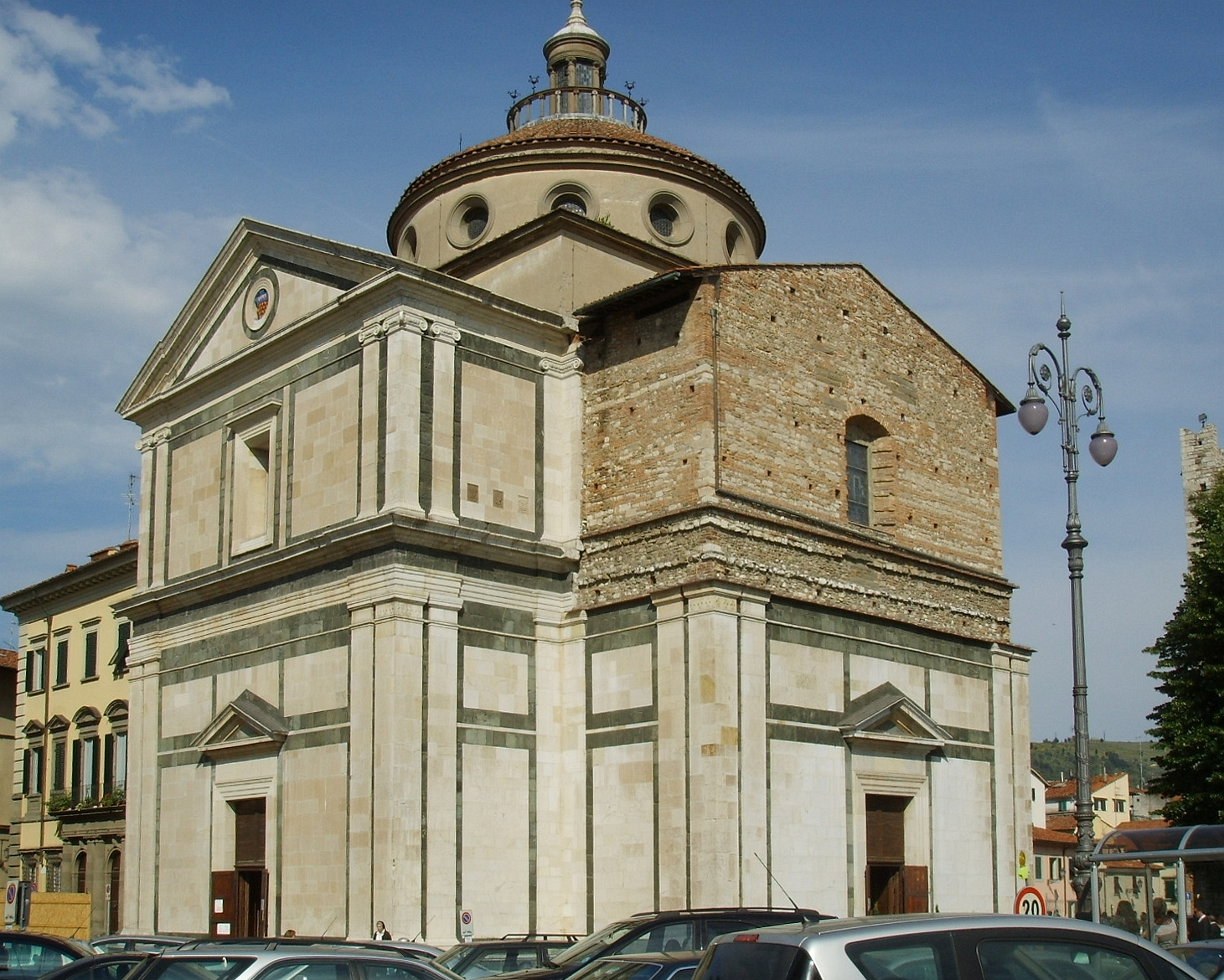
Basílica de Santa Maria delle Carceri en Prato
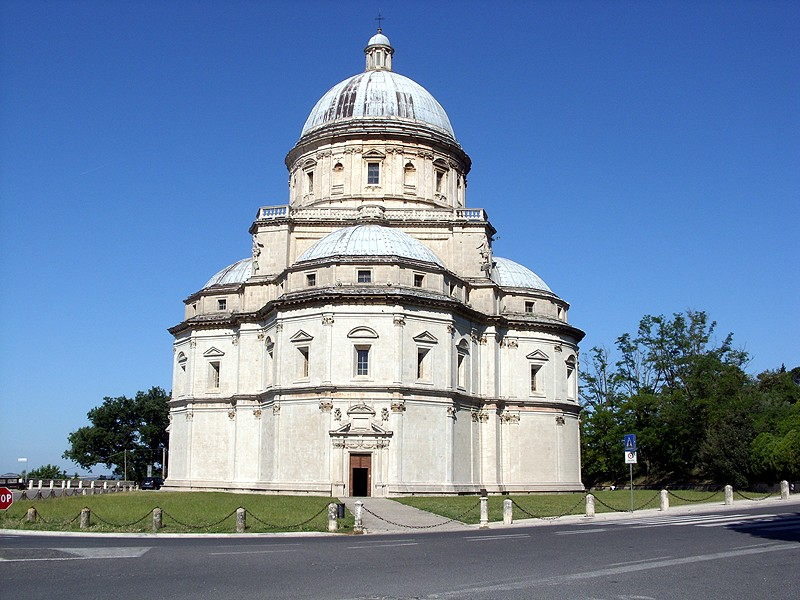
Templo de Santa María de la Consolación de Todi

Con la Iglesia del Gesù en Roma y con la modificación del proyecto de san Pedro, los experimentos de planta con cruz griega se terminaron, para aplicar mejor la armonía propia del renacimiento a través del empleo de plantas con cruz latina. Sin embargo, durante el Barroco, Pietro da Cortona realizó la iglesia de los santos Luca y Martina en Roma recurriendo a una cruz griega ligeramente alargada; además se pueden considerar plantas de cruz griega la iglesia de San Carlo ai Catinari (también en Roma) y la capilla de la Sorbona  (1635-1642), en París, obra de Jacques Lemercier.